# Twizzlers
Twizzlers是Y&S Candies, Inc.推出的一款糖果。这种糖果最早于1845年推出，最早的口味为甘草口味。1929年，Twizzlers品牌正式推出。20世纪70年代，公司开始推出草莓、葡萄、巧克力、樱桃和西瓜口味。